# كرد كندي (مياندوآب)
كرد كندي هي قرية في مقاطعة مياندوآب، إيران. يقدر عدد سكانها بـ 318 نسمة بحسب إحصاء 2016.